# Syriens övergångsregering

Arabrepubliken Syriens stats- och regerings vapen.

Syriens övergångsregering är den verkställande makten i Syrien sedan störtandet av al-Assad-regimen i december 2024. Sedan 10 december 2024 är Syriens övergångsregering ledd av president Ahmed al-Sharaa såsom landets stats- och regeringschef.

## Historia
Den 8 december 2024, efter störtandet av Bashar al-Assads regim, flydde en stor del av Syriens statsförvaltning tillsammans med al-Assad ur landet. Det dominanta oppositionspartiet Hayat Tahrir al-Sham under ledning av Ahmed al-Sharaa etablerade som följd en övergångsregering med Mohammed al-Bashir som regeringschef och som  var planerad att bestå till år 2026.
En provisorisk grundlag infördes i mars 2025. En ny övergångsregering utsågs 29 mars 2025, varvid även premiärministerposten avskaffades.

## Ministär
| Titel                                        | Namn | Namn                     | Tillträdde   | Avgick                      | Parti   |
| -------------------------------------------- | ---- | ------------------------ | ------------ | --------------------------- | ------- |
| Inrikesminister                              |      | Anas Khattab             | 29 mars 2025 | innehar fortfarande ämbetet | HTS     |
| Försvarsminister                             |      | Murhaf Abu Kasra         | 29 mars 2025 | innehar fortfarande ämbetet | HTS     |
| Utrikes- och flyktingsminister               |      | Asaad Hassan al-Shaibani | 29 mars 2025 | innehar fortfarande ämbetet | HTS     |
| Justitieminister                             |      | Madhhar al-Wais          | 29 mars 2025 | innehar fortfarande ämbetet | HTS     |
| Ecklesiastiminister (Waqf)                   |      | Mohammed al-Khair Shukri | 29 mars 2025 | innehar fortfarande ämbetet | SNKRM   |
| Minister för högre utbildning                |      | Marwan al-Halabi         | 29 mars 2025 | innehar fortfarande ämbetet | Obunden |
| Social- och arbetsmarknadsminister           |      | Hind Kabawat             | 29 mars 2025 | innehar fortfarande ämbetet | Obunden |
| Energiminister                               |      | Mohammed al-Bashir       | 29 mars 2025 | innehar fortfarande ämbetet | HTS     |
| Finansminister                               |      | Mohammed Yusr Barniyeh   | 29 mars 2025 | innehar fortfarande ämbetet | Obunden |
| Ekonomi- och utrikeshandelsminister          |      | Nidal al-Shaar           | 29 mars 2025 | innehar fortfarande ämbetet | Obunden |
| Folkhälsominister                            |      | Mosaab Nazzal al-Ali     | 29 mars 2025 | innehar fortfarande ämbetet | Obunden |
| Civilförvaltnings- och miljöminister         |      | Mohammed Anjrani         | 29 mars 2025 | innehar fortfarande ämbetet | HTS     |
| Minister för kris- och katastrofhantering    |      | Raed al-Saleh            | 29 mars 2025 | innehar fortfarande ämbetet | Obunden |
| Informations- och telekommunikationsminister |      | Abdul Salam Heikal       | 29 mars 2025 | innehar fortfarande ämbetet | Obunden |
| Lantbruks- och jordreformsminister           |      | Amjad Badr               | 29 mars 2025 | innehar fortfarande ämbetet | Obunden |
| Utbildningsminister                          |      | Mohammed Turko           | 29 mars 2025 | innehar fortfarande ämbetet | Obunden |
| Lantbygdsminister                            |      | Mustafa Abdul Razzaq     | 29 mars 2025 | innehar fortfarande ämbetet | HTS     |
| Kulturminister                               |      | Mohammed Saleh           | 29 mars 2025 | innehar fortfarande ämbetet | Obunden |
| Ungdoms- och sportminister                   |      | Mohammed Sameh Hamedh    | 29 mars 2025 | innehar fortfarande ämbetet | HTS     |
| Minister för turism                          |      | Mazen al-Salhani         | 29 mars 2025 | innehar fortfarande ämbetet | Obunden |
| Minister för förvaltningsutveckling          |      | Mohammed Skaf            | 29 mars 2025 | innehar fortfarande ämbetet | HTS     |
| Transportminister                            |      | Yaarub Bader             | 29 mars 2025 | innehar fortfarande ämbetet | Obunden |
| Folkupplysningsminister                      |      | Hamza al-Mustafa         | 29 mars 2025 | innehar fortfarande ämbetet | Obunden |